# Kineska kuhinja
Kineska kuhinja zajednički je naziv za sve kuhinje naroda, koji žive u Kini, a često i u drugim zemljama Istočne i Jugoistočne Azije.

## Kuhinje kineskih regija
Unatoč mnogim zajedničkim značajkama (npr. velike količine povrća), između regija Kine postoji velika razlika u pogledu sastojaka, začina i metoda, koje se koriste pri kuhanju. Tradicionalno se jede štapićima za jelo.
- Pekinška kuhinja – Nastala je na temelju kulinarske tradicije pokrajina Hebei i Shandong. Osnova prehrane su pareni kruščići od pšenice i tjestenina. Rijetka su jela od riže. Snažan utjecaj na kuhinju ovoga područja imali su Mongoli, uvođenjem mesa pečenog na ražnju i žaru.
- Kantonska kuhinja – To je kuhinja južne Kine (Guangzhou i Hong Kong). Koristi uglavnom rižu i sitno sjeckane sastojke, koji se prže u woku. U primorskim dijelovima Kine dominiraju jela od ribe i plodova mora.
- Šangajska kuhinja – Predstavlja kuhinju istočne Kine (gradovi Šangaj, Suzhou, Hangzhou i Nanjing). Čest je sladak okus. Smeđi šećer često se dodaje jelima od mesa. Poznata je i po jelima od ribe i morskih plodova.
- Sečuanska kuhinja – To je kuhinja zapadne Kine, koja se temelji na govedini i dimljenoj hrani.
- Hunanska kuhinja- Predstavlja kuhinju središnjih područja duž rijeke Yangtze. Predvladavaju jela od riže.
- Fukienska kuhinja – To je kuhinja jugoistočne Kine. Najpoznatija je po umaku od soje i velikom izboru juha.
- Sincianška kuhinja – Odnosi se na sjeverozapadnu Kinu. Vidljiv je utjecaj Srednje Azije. Nema riže, pa se koriste različite žitarice. U nekim područjima ovog dijela zemlje dominira islam, pa se tamo ne jede svinjetina. Kuha se na laganoj vatri u glinenim posudama.
- Nyonya kuhinja- U Maleziji i Singapuru, postoji kineska manjina, koja ima kuhinju, koja je spoj kineske i malajske kuhinje.
- Chaozhou kuhinja- To je kuhinja regije Chaoshan u pokrajini Guangdong. Poznata je po plodovima mora i laganim, ukusnim jelima.

## Galerija
- Fujianska juha
- Pekinška patka
- Desert mantou
- Dim sum